# Тетерук гострохвостий
Тетеру́к гострохво́стий (Centrocercus urophasianus) — вид куроподібних птахів родини фазанових. Поширений в Північній Америці.

## Поширення
Птах мешкає в чагарникових екосистемах південно-східної Канади (провінції Альберта і Саскачеван) і західних США (штати Вашингтон, Монтана, Північна Дакота, Південна Дакота, Вайомінг, Айдахо, Орегон, Каліфорнія, Невада, Юта і Колорадо). Тісно пов'язаний із місцями зростання полину (Artemesia) під час сезонів розмноження та нерозмноження, хоча деякі популяції зазнають сезонних переміщень.

## Опис
Тетерук завдовжки 65—75 см, вагою 3,5—4 кг, причому самець значно більший за самицю. Оперення обох статей плямисте сіро-буре та біле, знизу темне. Хвостове пір'я дуже загострене, воно радіально розгорнуте віялом і розташоване вертикально над спиною. У самця горло забарвлене в чорний колір, а великі горлові мішки з білими опереннями простягаються далеко до грудей. У самця також є жовті зіниці.

## Спосіб життя
Харчується птах в основному листям і травами полину. Також іноді поїдає безхребетних. Однак він не здатний перетравлювати тверде насіння. У зимові місяці тетеруки утворюють зграї, розділені за статтю. Навесні вони зустрічаються на місцях залицяння, відомих як лек. Самці охороняють територію і доглядають за самицями в сутінках. Самиця відкладає близько 8 яєць у неглибоке поглиблення в землі та висиджує їх одна протягом 40 днів. Незабаром після вилуплення молоді пташки слідують за матір'ю в пошуках їжі.